# 西班牙时区
西班牙横跨UTC-1和UTC两个时区，但是使用UTC+1为标准时间。全国均在理想时区以西，最西端偏差达到2个小时多。和欧盟其他国家一样，夏天使用夏令时(UTC+2)。

## 历史
1940年，佛朗哥將軍將西班牙的時區往前調了一個小時，以便與納粹德國UTC+1为同步。西班牙工作時間通常從上午10點開始，午餐時間為下午14點到16點，然後繼續工作直到晚上20點左右下班。黃金時段的電視節目在晚上22:30開始。2016年西班牙首相马里亚诺·拉霍伊宣佈一項計劃，讓政府制定新的工作日時間表，將工作的結束時間由晚上的20點改為18點，評估將西班牙使用時區從歐洲中部時間調到格林尼治標凖時間的可行性，這一計劃引起了全國範圍的反对。